# Дальний (Козульский район)
Дальний — упразднённый посёлок в Козульском районе Красноярского края России. На момент упразднения входил в состав Новочернореченского сельсовета. Исключен из учётных данных в 2005 году.

## География
Располагался на правом берегу реки Кытат (приток Кемчуга), на расстоянии примерно в 35 км к северо-востоку от посёлка Новочернореченский.

## История
Возник как один из производственных участков Козульского леспромхоза.

## Население
| 1989 | 2002 |
| ---- | ---- |
| 275  | ↘5   |

По переписи 2002 году русские составляли 80% населения.

## Инфраструктура
Действовало подразделение Козульского леспромхоза.

## Транспорт
Лесовозные дороги.